# 포스포릴기

포스포릴기(phosphoryl group)와 인산기(phosphate group)의 구조 비교

포스포릴기(영어: phosphoryl group)는 인과 산소를 포함하고 있는 이온 또는 라디칼인 P+O32−이다. 이 −PO32−기의 정확한 화학명은 포스포나토(phosphonato)이고, −PO3H2는 포스포노(phosphono)이다. 화학 명명법에서 포스포릴은 3가 > P(O)−기를 의미한다. 포스포릴기는 다른 양성자화 상태로 존재할 수 있다. 
이 용어는 일반적으로 포스포릴기가 다른 원자에 부착된 화합물을 나타내는 데 사용되는 데, 예를 들어 염화 포스포릴 또는 촉매 메커니즘의 설명에서 사용된다. 인산염과 관련된 생화학 반응(예: 아데노신 삼인산)에서 포스포릴기는 일반적으로 기질 사이에서 전이(포스포릴 전이 반응)된다. 포스포릴기를 인산기(영어: phosphate group)와 혼동하지 않아야 한다. 
포스포릴기는 인산화에서 중심적인 역할을 한다. 

## 같이 보기
- 인산기
- 인산화
- 탈인산화